# Германовський (станція)
Германовський (рос. Германовский) — станція Могочинського регіону Забайкальської залізниці Росії, розташована на дільниці Куенга — Бамівська між станціями Семиозерний (відстань — 39 км) і Амазар (10 км). Відстань до ст. Куенга — 470 км, до ст. Бамівська — 279 км; до транзитного пункту Каримська — 702 км.